# Marco Facoli
Marco Facoli, (v. 1540-1585), à Venise, est organiste, claveciniste, compositeur italien.

## Biographie
Il exerçait son métier de musicien et compositeur à Venise dans la seconde moitié du XVIe siècle.
Son testament, retrouvé récemment, est daté du 10 mars 1585, et bien qu’on ignore la date exacte de sa mort, on sait qu’il était décédé en 1586, laissant un fils, Claudio, encore mineur, dont il confie l’éducation musicale à Andrea Gabrieli, maître de musique à la basilique San Marco.
Il était le cousin de Claudio Cornelio Frangipane (1533-1630), humaniste, auteur de la tragédie Prote, Pastor del Mare, sur des musiques de Claudio Merulo (1533-1604), présentée devant le roi de France Henri III en 1574.

## Œuvres
- Il Primo Libro d’Intavolatura (1586), perdu.
- Il Secondo Libro d’Intavolatura di Balli d’Arpichordo, Pass’e mezzi, Saltarelli, Padouane… (Venise 1588), posthume : variations sur le passamezzo, un saltarello, 4 pavanes, 12 arias, 2 chansons napolitaines et 2 tedesche (allemandes).

## Éditions modernes
- Marco Facoli, Collected Works, Willi Apel, éd., American Institute of Musicology, coll. Corpus of Early Keyboard Music (CEKM 2), 1963, 35 p. Contenu : Pass’e mezzo Moderno in Sei modi – Saltarello del Pass’e mezzo ditto in Quattro modi – Padoana dita la Marucina - Padoana seconda dita la Chiaretta – Padoana terza dita la Finetta – Padoana quarta dita la Marchetta a doi modi – Aria della Signora Livia – Aria della Comedia – Aria della Signora Cinthia – Aria della Signora Lucilla – Aria della Marchetta Saporita – Aria della Signora Moretta – Aria della Signora Ortensia – Aria della Marchetta Schiavonetta – Aria della Comedia nuova – Horch’io son gionto quivi – Aria della Signora Michiela – Aria della Signora Fior ’Amor – Aria da Cantar Terza Rima – Napolitana « S’io m’accorgo ben mio» – Napolitana « Deh Pastorella cara» – Tedesca dita La Proficia – Tedesca dita L’Austria.
- Early Italian keyboard Music - An Anthology. Howard Ferguson, éd. Oxford University Press, 1968. Contenu: Aria della Signora Cinthia – Tedesca dita La Proficia.
- Marco Facoli, Venetiano, Balli d’Arpicordo, 1588, für ein Tasteninstrument, Friedrich Cerha, éd., Vienne (Autriche), Verlag Doblinger, coll. «Diletto Musicale» no 298, 1975, 16 p. Contenu: 1. Padoana prima dita la Marucina  2. Padoana quarta dita Marchetta a doi modi – 3. Aria della Signora Livia – 4. Aria della Comedia – 5. Aria della Marchetta Saporita – 6. Horch’io son gionto quivi – 7. Aria della signora Fior d’Amor – 8. Napolitana « S’io m’accorgo ben mio» – 9. Tedesca dita La Proficia – 10. Tedesca dita L’Austria.

### Vidéos
- [vidéo] « « Aria della Signora Cinthia » et « Tedesca dita la Proficia », Ernst Stolz, clavicorde », sur YouTube
- [vidéo] « « Passemezzo di nome anticho », par Ian Pritchard, virginal. Extrait du manuscrit 2088 du Royal College of Music de Londres », sur YouTube
- [vidéo] « « Aria della Marcheta Saporita », Stefano Meneghini, virginal », sur YouTube
- [vidéo] « « Napolitana », par Lynn Tabbert sur une régale de Marcus Stahl (Dresde, 2009) », sur YouTube.
- [vidéo] « « Tedesca dita L’Austria, par Lynn Tabbert sur une régale de Marcus Stahl (Dresde, 2009) », sur YouTube.